# Per Wästberg
Per Erik Wästberg (* 20. listopadu 1933 Stockholm) je švédský spisovatel a publicista. 
Vystudoval literární vědu na Uppsalské univerzitě a stal se novinářem. Velký ohlas vyvolaly jeho reportáže z Afriky, kdy byl za otevřenou kritiku apartheidu vypovězen z JAR a Rhodesie. V letech 1976 až 1982 byl šéfredaktorem deníku Dagens Nyheter. V letech 1979 až 1986 zastával funkci prezidenta Mezinárodního PEN klubu. V roce 1997 byl zvolen do Švédské akademie a rozhodoval o laureátech Nobelovy ceny za literaturu. Byla mu udělena Cena Gerarda Bonniera, Bernspriset, Velká cena Devíti, čestný doktorát Stockholmské univerzity a v roce 2005 byl oceněn medailí Litteris et Artibus.
Většina jeho děl se odehrává ve Stockholmu, působil v městském okrašlovacím spolku Skönhetsrådet a za zásluhy o stockholmskou kulturu obdržel výroční cenu nadace Samfundet S:t Erik. Byl členem správní rady Královského dramatického divadla. Bengt Forslund natočil podle jeho předlohy film Luftburen. Ve slovenštině vyšel výbor Wästbergových úvah pod názvem Brázda za loďou (nakladatelství MilaniuM, 2004). Je také autorem životopisné knihy o švédském přírodovědci Andersi Sparrmanovi. V roce 2001 získal Augustovu cenu za průvodce po švédských hřbitovech Minnets stigar. 
V roce 1963 založil švédskou pobočku Amnesty International. V roce 2022 z ní vystoupil na protest proti postoji organizace k invazi na Ukrajinu.
Jeho dcera Johanna Ekströmová byla malířkou a spisovatelkou, jeho mladším bratrem je diplomat Olle Wästberg.